# Breedsville (Míchigan)
Breedsville es una villa ubicada en el condado de Van Buren en el estado estadounidense de Míchigan. En el Censo de 2010 tenía una población de 199 habitantes y una densidad poblacional de 115,54 personas por km².

## Geografía
Breedsville se encuentra ubicada en las coordenadas 42°21′3″N 86°4′3″O / 42.35083, -86.06750. Según la Oficina del Censo de los Estados Unidos, Breedsville tiene una superficie total de 1.72 km², de la cual 1.69 km² corresponden a tierra firme y (1.95%) 0.03 km² es agua.

## Demografía
Según el censo de 2010, había 199 personas residiendo en Breedsville. La densidad de población era de 115,54 hab./km². De los 199 habitantes, Breedsville estaba compuesto por el 73.87% blancos, el 2.01% eran afroamericanos, el 3.02% eran amerindios, el 0% eran asiáticos, el 0% eran isleños del Pacífico, el 18.59% eran de otras razas y el 2.51% pertenecían a dos o más razas. Del total de la población el 28.14% eran hispanos o latinos de cualquier raza.